# 彼得·格罗内瓦尔德
彼得勒斯·约翰内斯·“彼得”·格罗内瓦尔德（1955年8月27日—）是南非政治人物，自2024年7月起担任惩教事务部长。他于2016年11月至2025年2月担任自由阵线加领导人。他的政治生涯始于1988年当选斯蒂尔方丹市长。由于1989年格罗内瓦尔德当选民议院议员，因此辞去了市长职位。格罗内瓦尔德于1994年共同创立了自由阵线，并担任国民议会议员，直到1999年当选为西北省立法机关议员，之后他又于2001年重返国民议会。

## 早年生活
彼得·格罗内瓦尔德于1955年8月27日出生在南非豪登省福煦维尔，他毕业于波切夫斯特鲁姆基督教高等教育大学并获得文学学士学位。格罗内瓦尔德还获得过传播学研究生文凭、管理与发展硕士学位以及政治学博士学位。

## 政治生涯

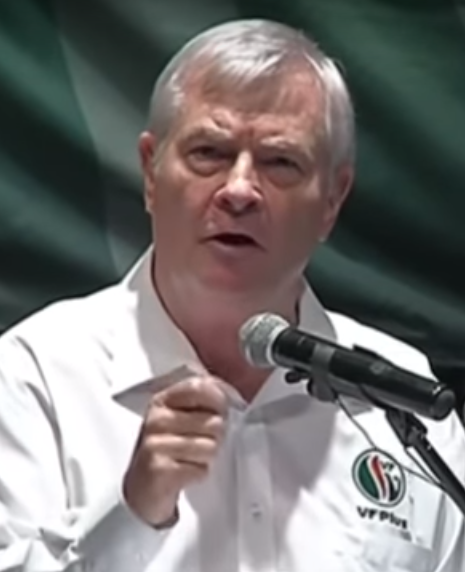
格罗内瓦尔德在其政党2019年选举宣言发布会上发表演讲

格罗内瓦尔德于1988年当选斯蒂尔方丹市市长。在1989年南非大选中，他当选为南非民议院斯蒂尔方丹选区的议员。
1994年3月，格罗内瓦尔德共同创立了自由阵线党，该党是主张一个少数族群权利和具有亲南非白人（阿非利卡人）民族主义立场的政党。同年4月，他当选为新设立的国民议会议员。他一直担任国会议员，直到1999年当选为西北省议会议员。他于1999年到2001年担任西北省立法机构议员，之后重返国民议会。
格罗内瓦尔德在自由阵线加担任过多个党内领导职务，包括在2011年8月至2016年11月担任议会领袖和联邦主席。他还在1994年3月至2017年3月期间担任该党在西北省的省级领导人。
2016年11月12日，格罗内瓦尔德接替退休的彼得·米尔德成为自由阵线加的新任党魁，而安东·艾伯茨律师随后接任他担任联邦主席一职。
在格罗内瓦尔德的领导下，自由阵线加在2019年大选中取得了该党有史以来的最佳成绩。该党在全国范围内的得票率提升至2.38%，赢得了国民议会中的10个席位，是自1994年成立以来在国会中赢得的最高席位数。此外该党在九个省级议会中的八个获得了席位，其支持率在豪登省和西北省有显著提高。
在2024年大选后，格罗内瓦尔德于2024年7月3日被总统西里尔·拉马福萨任命为惩教事务部长。随后科尔内·米尔德于2024年7月接替其议会党鞭职务，并于2025年2月接任其党魁一职务，但格罗内瓦尔德仍继续担任部长职务。

## 个人生活
迈克尔·格罗内瓦尔德是彼得·格罗内瓦尔德的儿子，亦担任自由阵线加在西北省的省级领导人。